# Christopher G. Champlin
Christopher G. Champlin (Newport, 1768. április 12. – Newport, 1840. március 18.) az Amerikai Egyesült Államok szenátora (Rhode Island, 1809–1811).